# Autana (rod)
Autana, monotipski biljni rod iz porodice Podostemaceae, dio reda malpigijolike. Jedina vrsta je A. andersonii, venezuelski endem koji raste uz neke pritoke rijeke Orinoco.
Rod i vrsta otkriveni su 2011 godine.